# Ed Brown (pilote automobile)
Pour les articles homonymes, voir Ed Brown et Brown.
Ed Brown, né le 18 janvier 1963 à Denver aux États-Unis, est un pilote automobile américain.

## Palmarès

### 24 Heures du Mans
| Année | Écurie                    | Copilotes                         | Voiture             | Classe | Tours | Pos. | Class Pos. |
| ----- | ------------------------- | --------------------------------- | ------------------- | ------ | ----- | ---- | ---------- |
| 2015  | Extreme Speed Motorsports | Johannes van Overbeek Jon Fogarty | Ligier JS P2-HPD    | LMP2   | 339   | 19e  | 7e         |
| 2016  | Extreme Speed Motorsports | Johannes van Overbeek Scott Sharp | Ligier JS P2-Nissan | LMP2   | 341   | 16e  | 10e        |

### Championnat du monde d'endurance FIA
| Année | Écurie                    | Voiture      | Moteur                         | Classe | 1     | 2     | 3      | 4     | 5        | 6     | 7     | 8     | 9   | Position | Points |
| ----- | ------------------------- | ------------ | ------------------------------ | ------ | ----- | ----- | ------ | ----- | -------- | ----- | ----- | ----- | --- | -------- | ------ |
| 2014  | Extreme Speed Motorsports | HPD ARX-03b  | Honda HR28TT 2.8 L V6 Turbo    | LMP2   | SIL   | SPA   | LMS    | CDA 3 | FUJ      | SHA 5 | BHR   | SÃO   |     |          |        |
| 2015  | Extreme Speed Motorsports | Ligier JS P2 | Honda HR28TT 2.8 L V6 Turbo    | LMP2   | SIL 6 | SPA 8 | LMS 7  | NÜR 8 | CDA Abd. | FUJ 7 | SHA 6 | BHR 9 |     | 10e      | 62     |
| 2016  | Extreme Speed Motorsports | Ligier JS P2 | Nissan VR38DETT 3.8 L V6 Turbo | LMP2   | SIL 9 | SPA 7 | LMS 11 | NÜR 9 | MEX 9    | CDA 7 | FUJ   | SHA   | BHR | 19e      | 32     |

### WeatherTech SportsCar Championship
| Année | Écurie                    | Châssis                 | Moteur                         | Classe | 1      | 2      | 3     | 4     | 5     | 6      | 7     | 8     | 9     | 10    | 11  | Position | Points |
| ----- | ------------------------- | ----------------------- | ------------------------------ | ------ | ------ | ------ | ----- | ----- | ----- | ------ | ----- | ----- | ----- | ----- | --- | -------- | ------ |
| 2014  | Extreme Speed Motorsports | HPD ARX-03b             | Honda HR28TT 2.8 L V6 Turbo    | P      | DAY 7  | SEB 5  | LBH 5 | LGA 1 | BEL 7 | WGL 11 | MOS 7 | IMS 7 | ELK 8 | AUS 4 | ATL | 8e       | 262    |
| 2015  | Tequila Patrón ESM        | HPD ARX-04b HPD ARX-03b | Honda HR28TT 2.8 L V6 Turbo    | P      | DAY 14 | SIR 8  | LBH   | LGA   | BEL   | WGL    | MOS   | ELK   | AUS   | PET   |     | 22e      | 42     |
| 2016  | Tequila Patrón ESM        | Ligier JS P2            | Honda HR35TT 3.5 L V6 Turbo    | P      | DAY 1  | SEB 1  | LBH   | LGA   | BEL   | WGL    | MOS   | ELK   | AUS   | ATL   |     | 19e      | 72     |
| 2017  | Tequila Patrón ESM        | Nissan Onroak DPi       | Nissan VR38DETT 3.8 L V6 Turbo | P      | DAY 7  | SEB 10 | LBH 9 | AUS 5 | BEL 7 | WGL    | MOS   | ELK   | LGA   | ATL   |     | 14e      | 117    |

1. ↑  Manche 1.
2. ↑  Manche 2.